# Prionyx stschurowskii
Prionyx stschurowskii är en biart som först beskrevs av Radoszkowski 1877.  Prionyx stschurowskii ingår i släktet Prionyx och familjen grävsteklar.

## Underarter
Arten delas in i följande underarter:
- P. s. hyalipennis
- P. s. stschurowskii